# منتخب السويد تحت 18 سنة لكرة السلة للرجال
منتخب السويد تحت 18 سنة لكرة السلة للرجال هو ممثل السويد الرسمي في المنافسات الدولية في كرة السلة تحت 18 سنة.